# 浅虫温泉

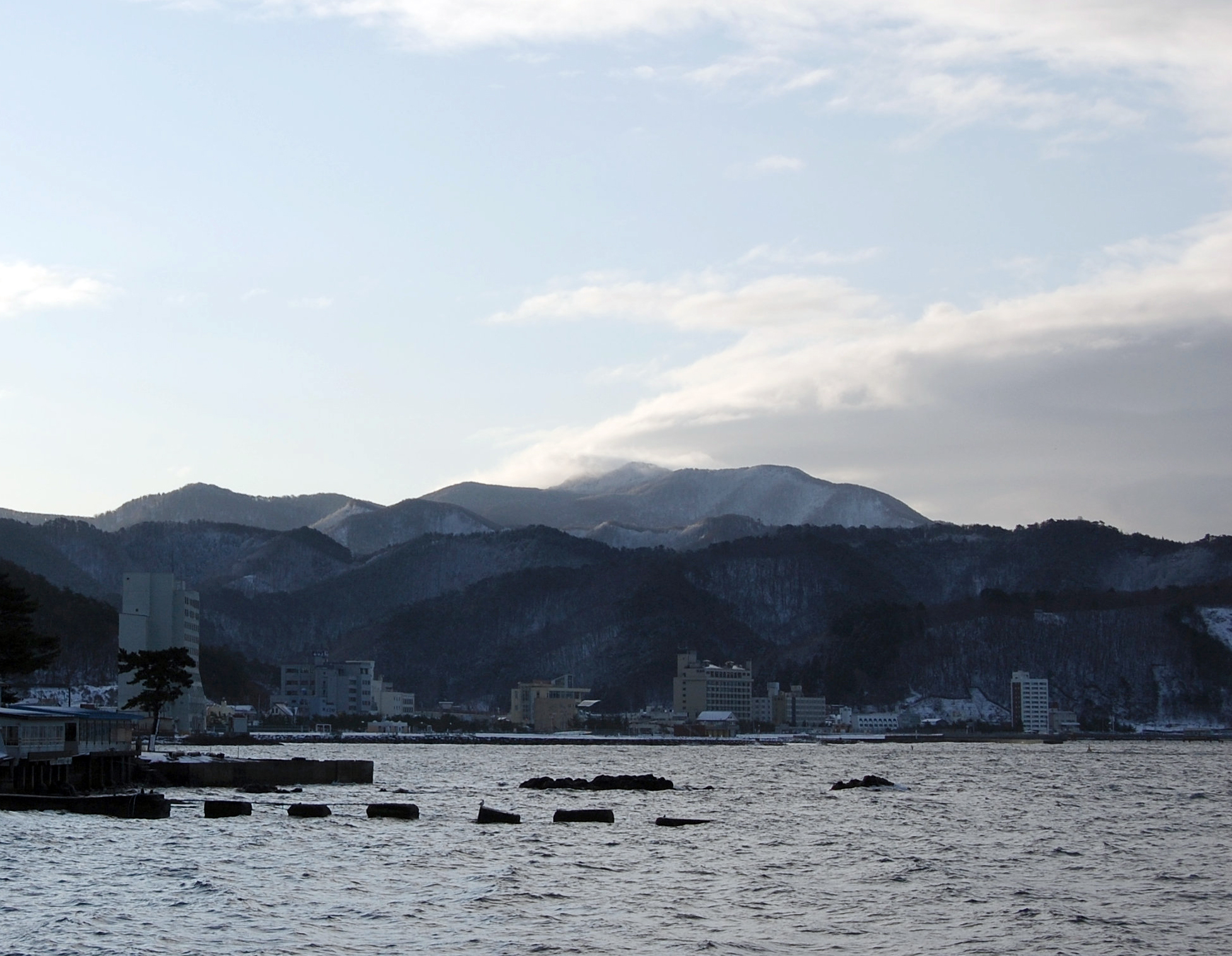
浅虫温泉郷遠望

浅虫温泉（あさむしおんせん）は、青森県青森市浅虫（旧国陸奥国）にある温泉。海水浴やスキー、水族館や遊園地といったさまざまなレジャー施設も兼ね備えた観光地として賑わい、「東北の熱海」、「青森の奥座敷」などと呼ばれた。
陸奥湾に突出する夏泊半島の基部に位置し、浅虫夏泊県立自然公園の一角を成している。

## 泉質
- 旧表記：含石膏弱食塩泉[3]、または含食塩石膏泉・食塩泉[1]
- 新表記：ナトリウム・カルシウム-硫酸塩-塩化物泉[2]

（※新旧の表記については泉質参照）
- 効能：神経痛、リューマチ、婦人病[1][2][3]。
- 源泉温度：平均63℃[3]、56℃ - 70℃[1] など

かつて浅虫温泉にはいくつもの源泉があり、30℃から78℃で湧出していた。しかし乱掘によって湧出量の減少をみたうえ、泉質が変わって食塩泉となった。そのため1968年（昭和43年）に源泉を1箇所に統合して汲み上げることとなった。こうした方式は当時の日本では珍しい試みだったという。
源泉から46℃に調整後、各温泉施設や一般家庭へ配湯が行われている。

## 歴史
開湯伝説は慈覚大師（円仁）や円光大師（法然）による発見説を伝える。かつて浅虫は「麻蒸」と表記したことからアサを蒸していたのだろうとする語源説が有力である。
また、アイヌ語の「アッサ・モシリ」（裸の・島）に由来するという笹澤魯洋による新説、さらに「asam・us」（湾の奥の）であるとする異説もある。

### 開湯の伝説
江戸時代に東北地方の旅行記を刊行した菅江真澄（1754年 - 1859年）は、『率土が濱傅ひ（外が浜伝ひ）』（天明8年（1788年））の中で、現地の伝承を紹介した。これによると、温泉は「烹坪（につぼ）」と称し、もっぱら源泉でアサを蒸して繊維をとり、織布とするために利用していたことからかつては「麻蒸」と呼んでいたという。しかし村で火災が頻発したことから、火に関連する「蒸」の字を忌み、「浅虫」と書き表すようになったという。
温泉の発見については伝説があり、平安時代の1190年頃、浄土宗の開祖法然（1133年 - 1212年）が陸奥国を訪れた際、シカが怪我を癒すために湯に浸かっていたのを見出したという。これにはさらに古く遡る異伝があり、発見者を円仁（794年 - 864年）に帰す伝承もある。いずれの場合にも、地元の住民は入浴の効能を知らなかったため、発見者の仏僧が浴用とすることを住民に教えたのだとされる。

### 近世
中世末期の天文年間（1532年 - 1555年）の史料には「麻蒸湯」と記されている。江戸時代になると温泉地としての言及が増え、貞享4年（1687年）の検地帳では「出湯」4箇所と記録されている。
弘前藩では領内の温泉地18箇所のうちの1つと数え、御仮屋・御陣屋を備えた御休所とされている。藩主は青森や外が浜を巡察する際には浅虫温泉に立ち寄って入浴した。当時の藩主が利用した本陣が、現在の「柳の湯」であると伝わる。享保9年（1724年）には村で火災があり、「本陣」も焼損被害を受けたという記録も残されている。
前述の菅江真澄のほか、同時代の地理学者古川古松軒（1726年 - 1807年）は幕府の巡見使に帯同して天明8年（1788年）に浅虫温泉を訪れており、その際の様子が『東遊雑記』8月24日の記録に著されている。

### 近現代

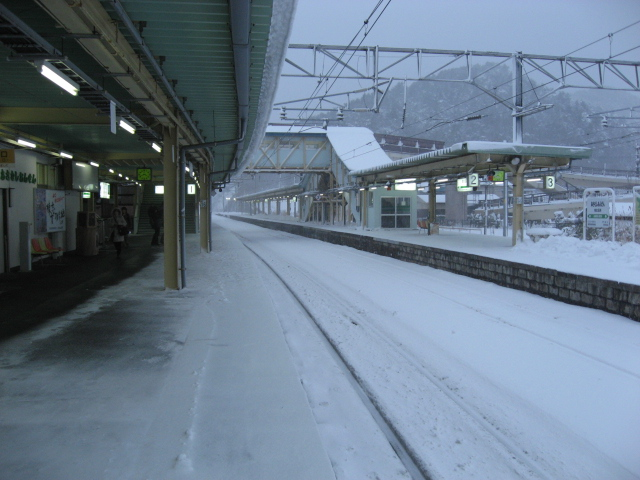
1891年（明治24年）開業の浅虫駅（現・浅虫温泉駅）

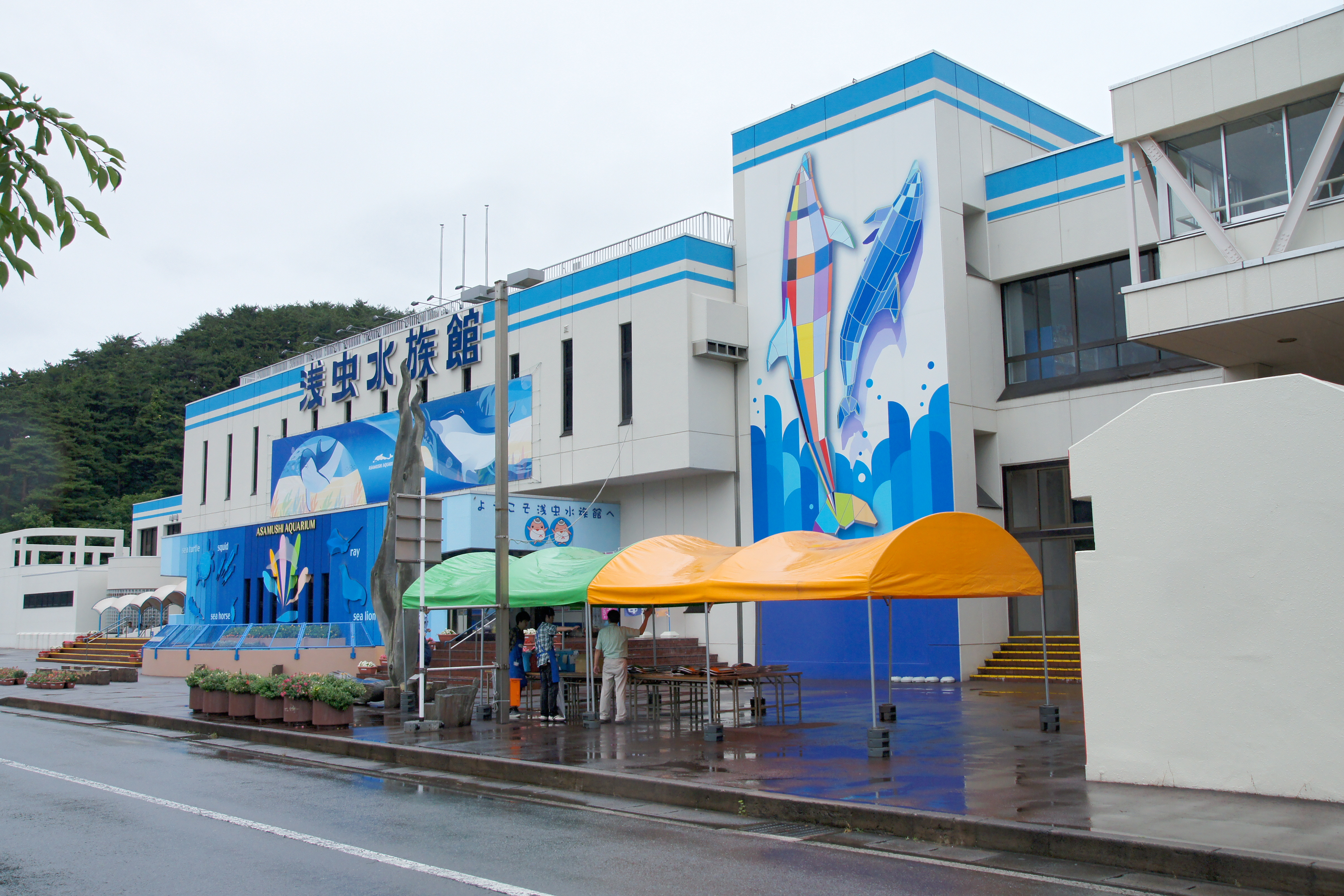
浅虫水族館

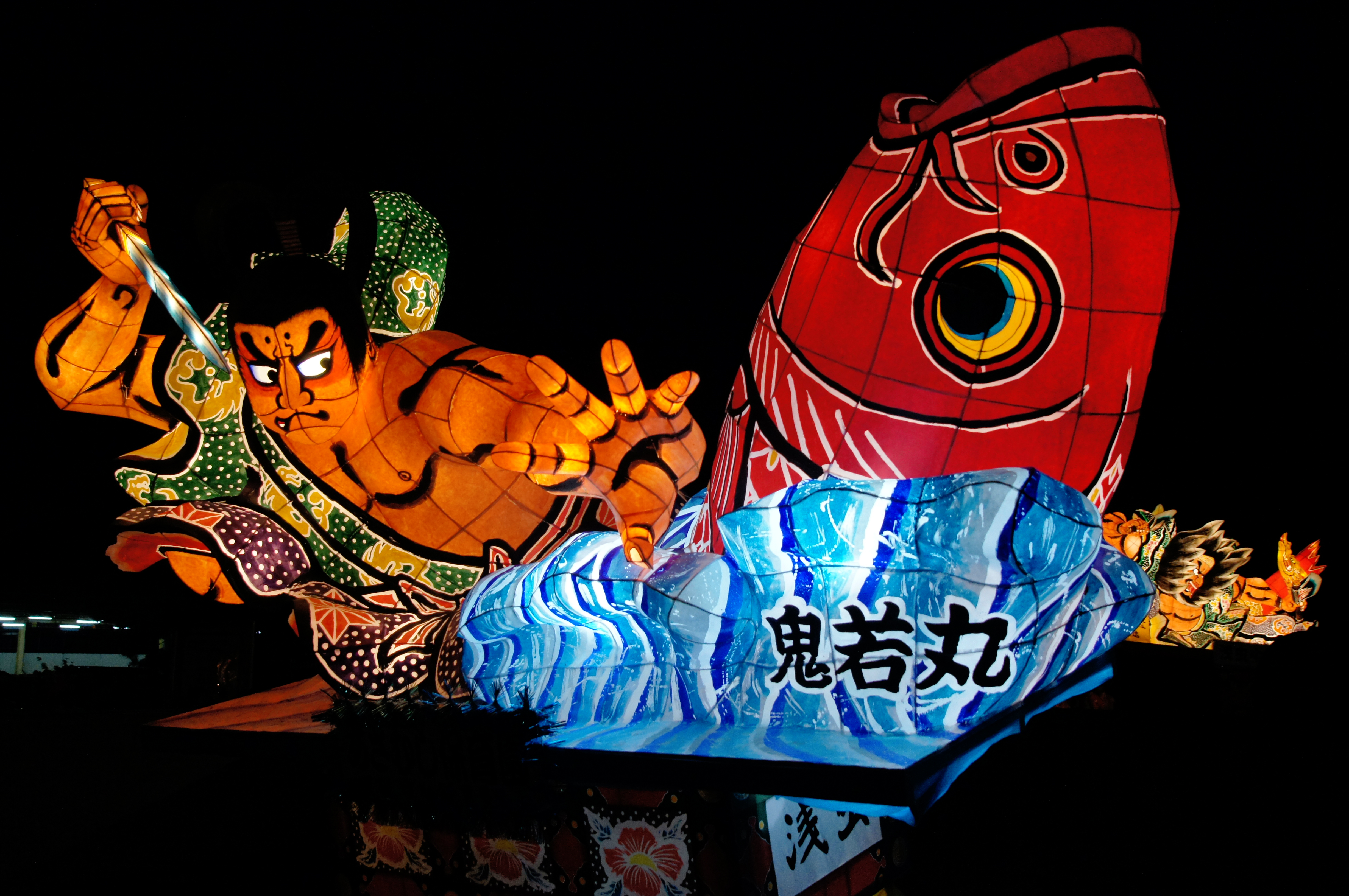
浅虫ねぶた

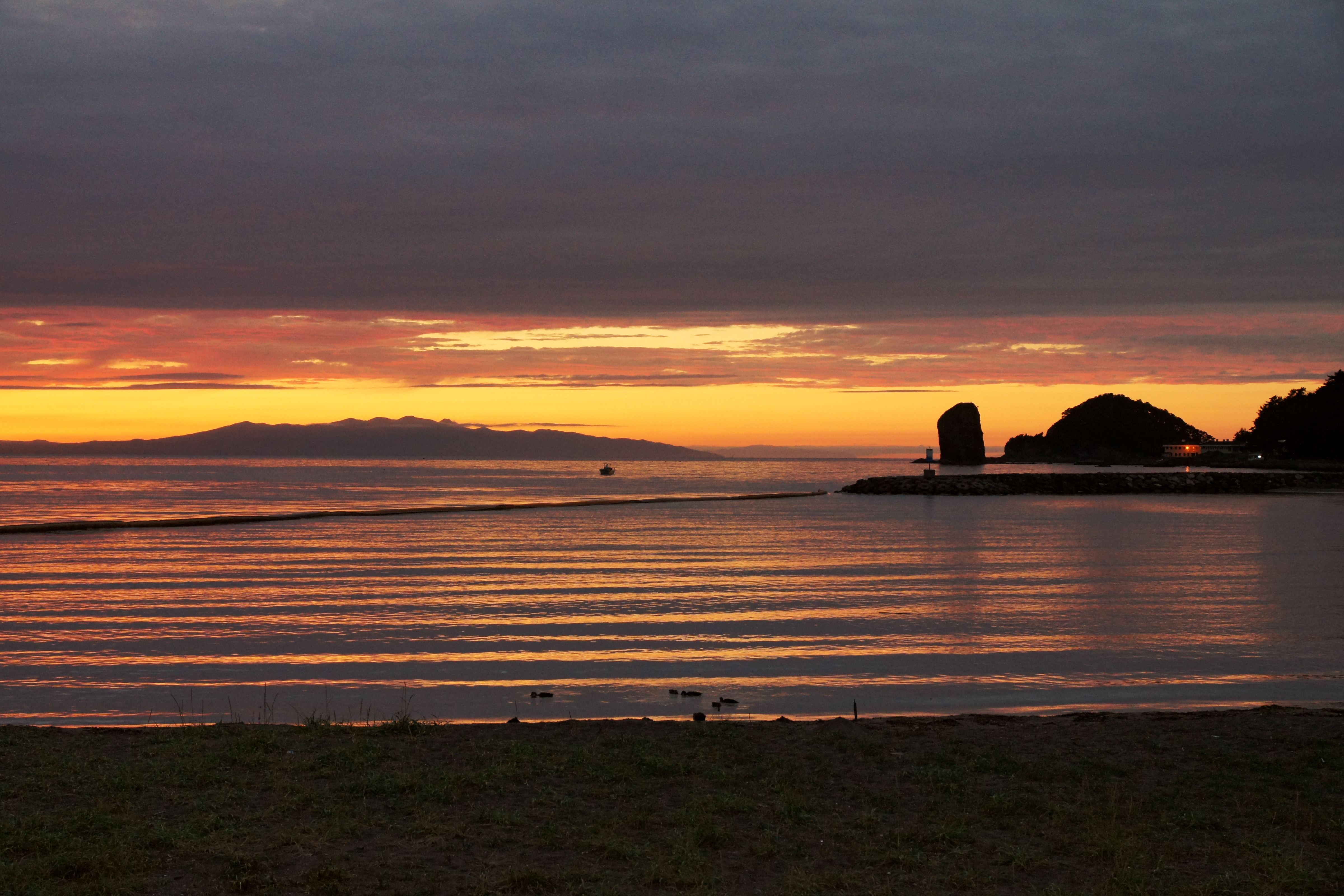
海岸の夕景。右に屹立するのが裸島。

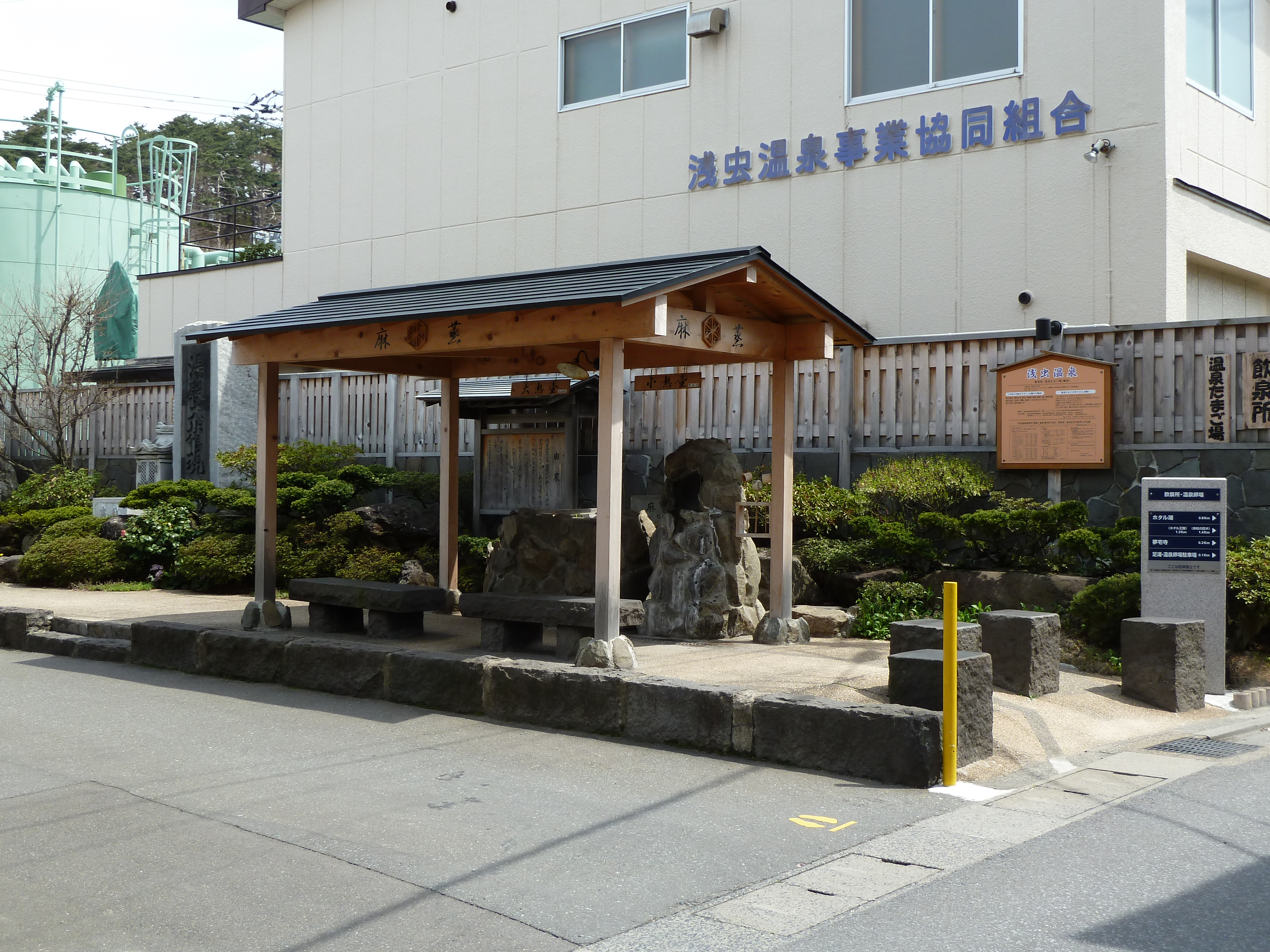
温泉組合前の飲泉所

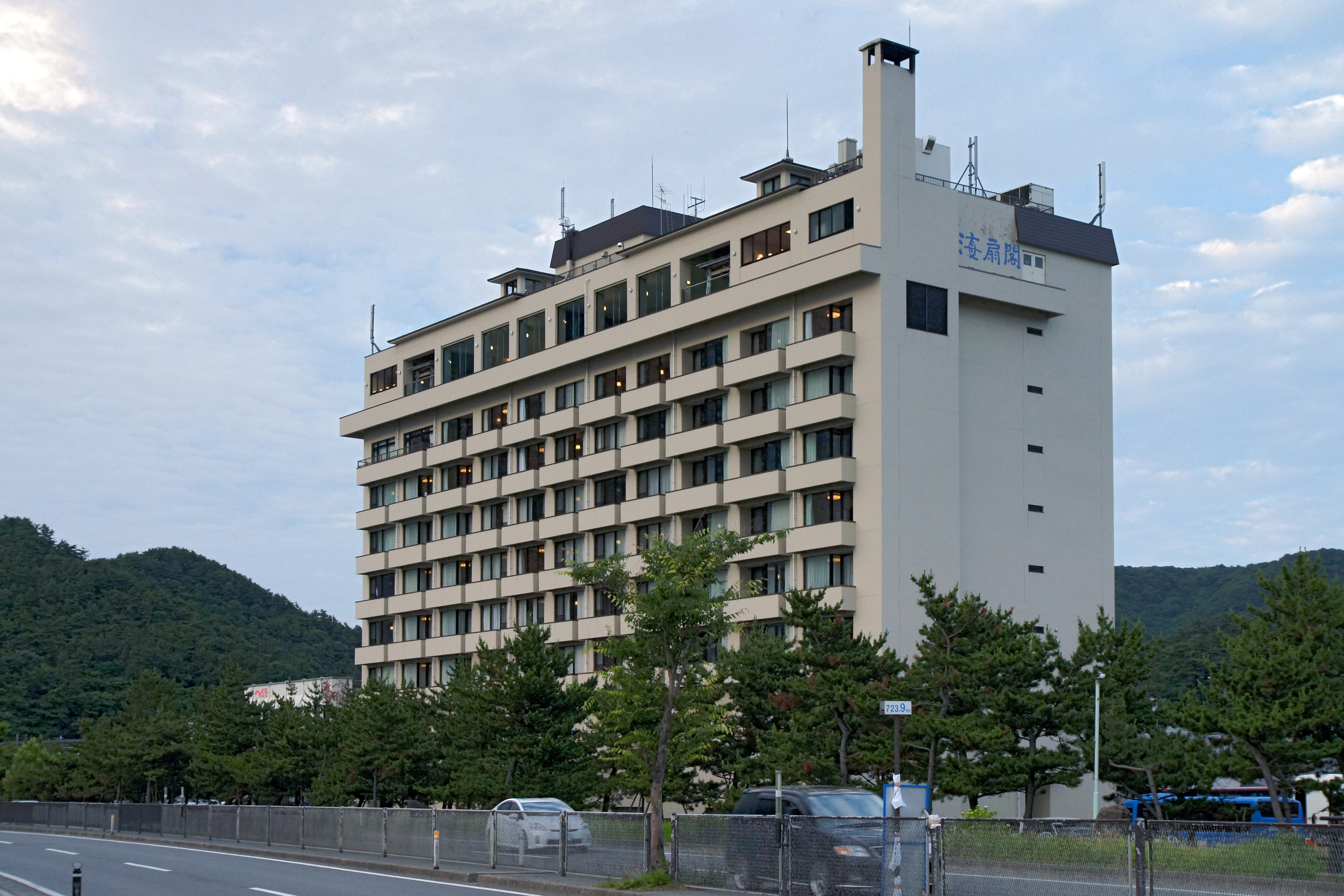
高層化された宿泊施設

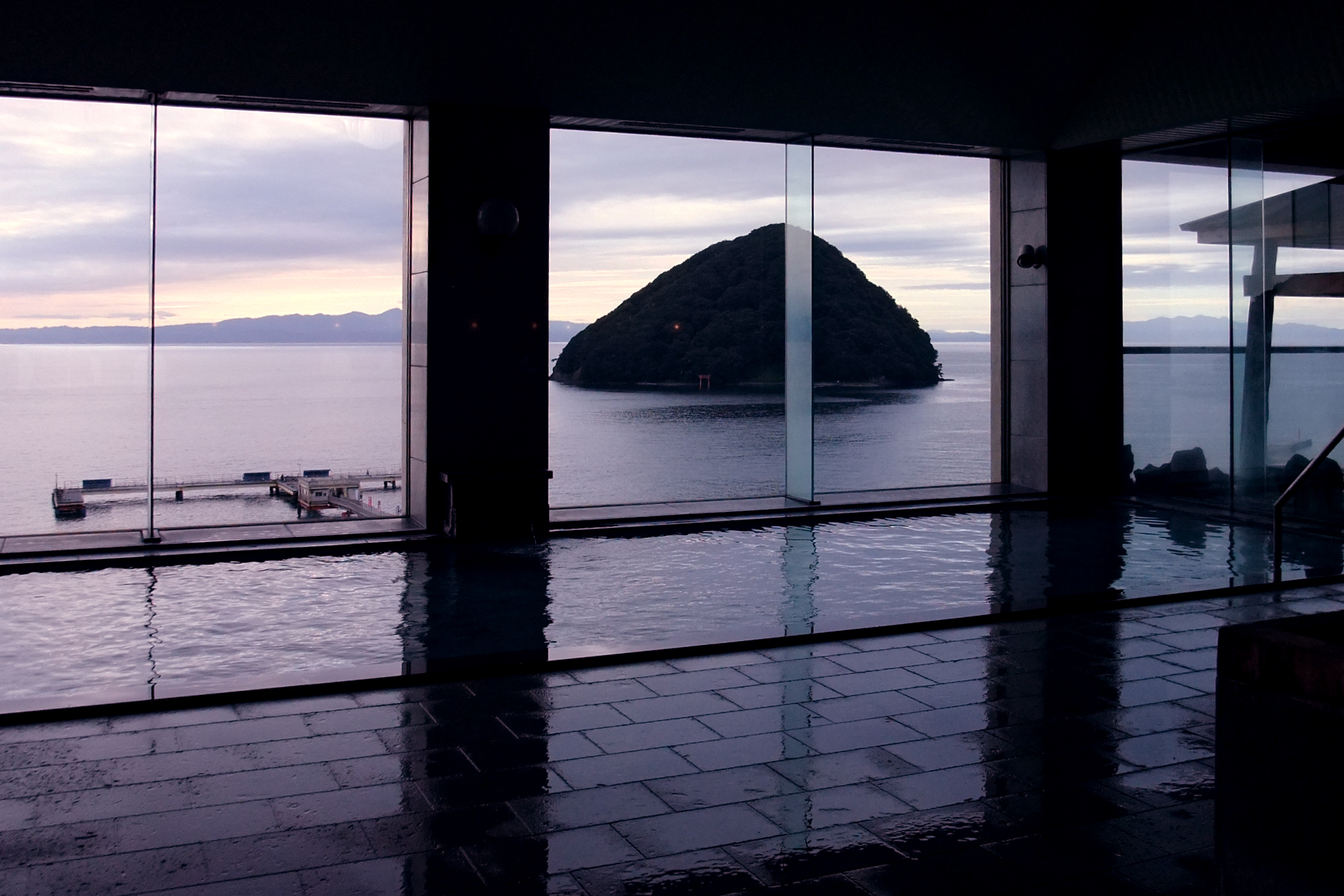
湯ノ島を望む大浴場

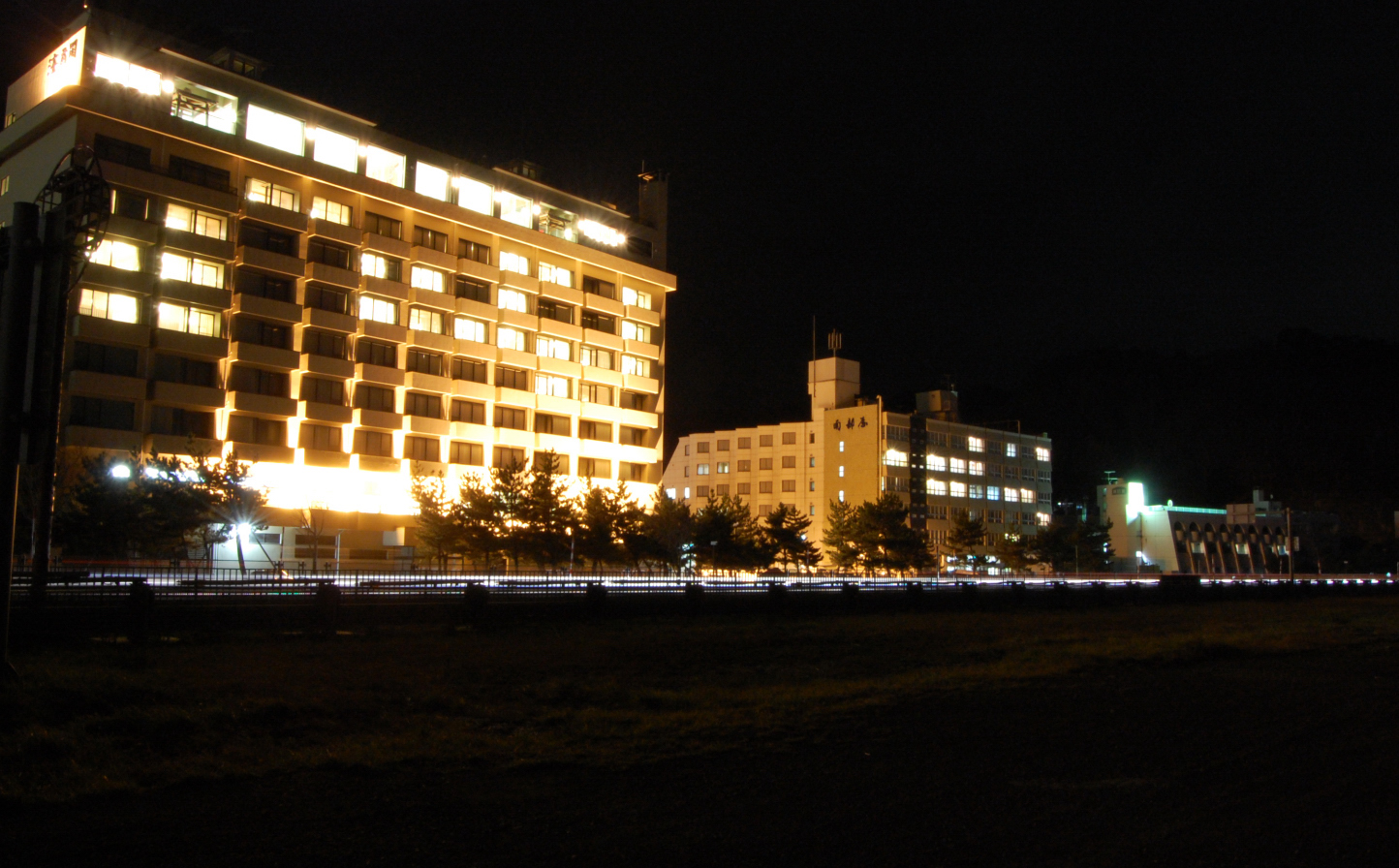
宿泊施設の夜景

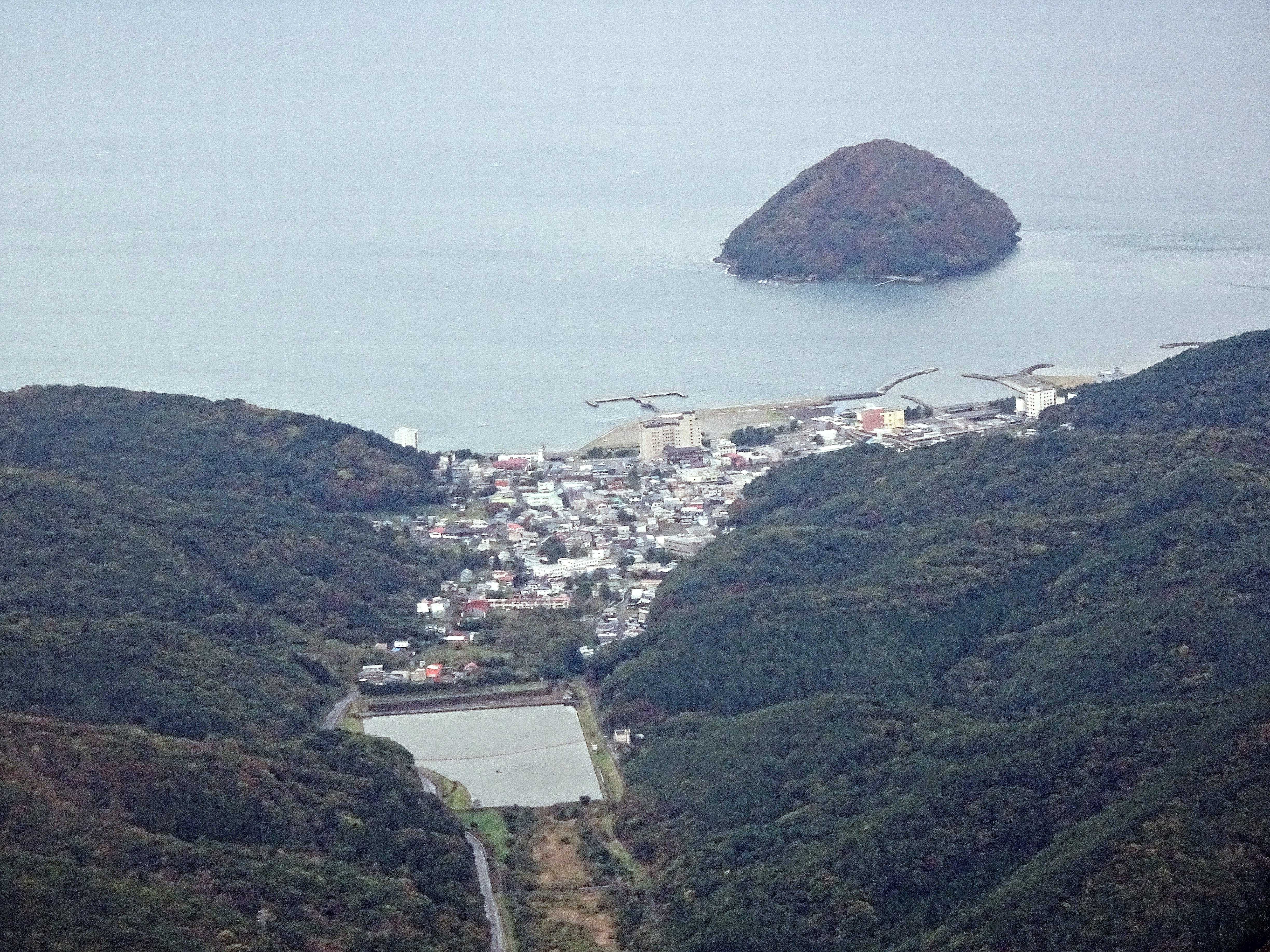
浅虫温泉街を空撮

#### 明治初期
1876年（明治9年）に刊行された官撰地誌書『新撰陸奥国誌』には、明治元年（1868年）当時の浅虫温泉の様子が記されている。これによれば、浅虫温泉は湯治場として知られていたものの、住人は「浴客を待て口を糊す」（たまに来る湯治客によってどうにか生計が成り立つ）ような状態で、多くの者は蝦夷地への出稼ぎでしのいでいたという。このように明治時代初期の浅虫温泉は「ひなびた」温泉地で、温泉客舎18軒（1876年（明治9年））程度の規模だった。小さな商家はあったが、陸運業者はなかったという。
西の青森側から浅虫温泉までは、距離こそ3里（約11.8キロメートル）ほどだったが、途中には善知鳥崎（北緯40度53分1.6秒 東経140度51分0.8秒 / 北緯40.883778度 東経140.850222度）という難所があって、まともな道が通じていなかった。善知鳥崎は断崖絶壁が海に突き出でており、当時は崖伝いに岬の突端までいき、岩場に板を渡してなんとか通行していた。1862年頃、旧野内村の事業として善知鳥前の岩壁を掘削し通路を開いたが、幅わずか三尺ほどであり人馬の通行はなお困難であった。
1876年（明治9年）に明治天皇が北海道へ巡幸するにあたり、浅虫温泉に立ち寄ることになった。当時、明治天皇は駕籠で、従者たちは騎馬で移動しており、善知鳥崎の険路の通過は危険すぎるということになった。このため明治9年に断崖の山側を削り海側を埋めて幅5メートルまで拡幅し、これにより牛馬の通行も可能となった。のちにはさらにトンネルの建設・拡張が行われて東北本線や国道4号線（旧奥州街道）が通じるようになり、弘前・青森方面から浅虫温泉を経て八戸方面へ青森県の東西を結ぶ重要な陸路となった

#### 明治中・後期
1891年（明治24年）に東北本線が全通し、東京と青森が鉄路で結ばれ、浅虫駅が開業した。これが原動力となり、温泉地は徐々に発展を始めた。温泉地に駅ができたことで単に交通の便がよくなったというだけでなく、本州と北海道とを行き来する旅客が長距離移動の途中で体を休めたり、津軽海峡が時化て足止めとなった場合の滞在地となった。1902年（明治35年）の八甲田雪中行軍遭難事件の生存者や、1904年（明治37年）から1905年（明治38年）の日露戦争の傷痍軍人らが浅虫温泉へ送り込まれ、温泉の名が青森県民以外にも知られるようになった。1909年（明治42年）には旧日本陸軍の第2師団（仙台）と第8師団（弘前）により、浅虫転地療養所が設立された。
同じ頃から、周辺では馬場山散策コースの整備が行われ、観光客誘致の取り組みも始まった。1911年（明治44年）には「浅虫八景」を選定し、絵葉書や新聞を利用した宣伝も行われた。1907年（明治40年）の時点では、温泉地には旅館7軒、温泉客舎15、共同浴場2、商店33となり、貨物の運送業者、郵便局、電信局、電話局もあり、人口1000を超す街となった。

#### 大正時代
大正時代に入ると、大戦景気に支えられた遊客増加によって、浅虫温泉も大いに発展した。1924年（大正13年）には東北帝国大学（当時）の臨海実験所（現在の浅虫海洋生物学教育研究センターの前身）が浅虫に開設、ここに併設された浅虫水族館は当時の日本を代表する水族館として人気を博した。翌1925年（大正14年）には馬場山に「清遊館」が開業した。これは温泉施設に劇場、食堂、娯楽室、展望台、宴会場などを併設したもので、1年後には増築が行われて宿泊機能も兼ね備えて大いに繁盛したという。これを機に周辺の旅館も増築や新築が急増、一帯はみるみるうちに歓楽街となっていき、芸妓や酌婦の数も150人に達した。1925年（大正14年）刊行の『全國溫泉案内』では、浅虫温泉を「東北地方では屈指の温泉」としている。
この時期の主な源泉として、次のようなものがあげられている。「柳の湯」、「大湯」、「裸湯」、「桜の湯」、「牡丹の湯」、「高砂の湯」、「鶴の湯」など。源泉によって泉質などはわずかな差異はあるがおおよそ一致している。当時は温泉の適応症として、肝臓病、神経麻痺、胃腸カタル、痛風、子宮疾患、梅毒、痔核、創傷、多血症などがあげられている。

#### 昭和初期
浅虫温泉は青森県としては割合に冬の寒さは穏やかで、春の潮干狩り、夏の海水浴、秋の花火大会、冬のスキーと、一年を通じてレジャーが可能な行楽地となった。1936年（昭和11年）には、同じ青森県内に十和田国立公園が設立されたが、こちらは手付かずの自然が売りなのに対し、浅虫温泉は文化施設や歓楽施設、行楽施設が揃った観光地として人気を博した。1939年（昭和14年）には、浅虫温泉ちかくに傷痍軍人青森療養所（国立病院機構青森病院の前身）が設立され、その利用者のために新駅西平内駅も開業した。

#### 文化
浅虫温泉には、さまざまな文化人がやってきている。高浜虚子（1874年 - 1959年）は、娘婿が日本銀行青森支店長を務めていたこともあり、浅虫温泉を何度か訪れた。このとき詠んだ句「百尺の裸岩あり夏の海」などが残されている。俳人秋元不死男（1901年 - 1977年）は1958年（昭和33年）に来訪し、「あおあおと林檎の鎮（おもし）稿を継ぐ」と詠んだ。津軽地方出身の太宰治（1909年 - 1948年）は、家族が浅虫温泉で湯治をしていたので自身もたびたび浅虫温泉に逗留し、その時の様子を『津軽』『思ひ出』に書いている。
青森市大町出身の棟方志功（1903年 - 1975年）は1924年（大正13年）に画家を目指して東京に出た。のちに版画に転向すると、1938年（昭和13年）に浅虫にある善知鳥崎を描いた作品「善知鳥」で、初めての帝展での特選を果たした。棟方志功は太平洋戦争中を除き、例年浅虫温泉を訪れて1ヶ月から2ヶ月間滞在したといい、滞在先の旅館のために描いた仏画『浅虫温泉如来』などが残されている。
「くじら餅」は浅虫温泉を代表する郷土菓子である。これはもともと津軽地方の鰺ヶ沢の菓子の製法を、浅虫温泉の菓子屋が学んできたもので、1907年（明治40年）に日露戦争の傷病兵が浅虫温泉に逗留するようになったときに生み出された。この餅菓子は安価で保存性に優れ、携帯にも便利だとして土産物として人気になった。軍人の除隊土産としても知られていたという。くじら餅は浅虫温泉の名物としてくぢらもちが知られるようになり、1918年（大正7年）には品評会に出陳されてさらに注目されるようになった。

#### 「東北の熱海」
浅虫温泉は海辺にあり、鴎島、裸島、湯ノ島といった小島が浮かんでいる。さらに下北半島を遠望し、夏季の海水浴に適した砂浜がある。背後三方は山に囲まれている。このような地形から、浅虫温泉は明治時代から「熱海温泉に似ている」「東北の熱海」というようになった。
熱海温泉は1925年（大正14年）の熱海線開業と1934年（昭和11年）丹那トンネル開通によって利用客が急増し、歓楽地・遊興地へと変貌を遂げた。これと同じ頃に浅虫温泉も歓楽地と変化していき、昭和に入るとどちらも遊興地として栄えていることを以て「東北の熱海」と称せられるようになった。

#### 源泉の一元管理化
温泉地では利用客の増加に伴って各旅館は独自に温泉を採掘し、ポンプで汲み上げた。しかしこうした乱掘は源泉を損なうことになっていった。
1913年（大正2年）頃、浅虫温泉の泉質は硫酸塩泉だった。主要な源泉は8か所で自噴しており、湧出量は毎分約120リットル、泉温は61.5℃から79℃となっていた。
その後、ボーリングによる温泉開発がすすみ、1944年（昭和19年）頃には掘削による源泉は126か所を数えるようになった。1961年（昭和36年）頃からはポンプによる汲み上げも始まり、数字の上では湧出量は増加していった。ところがそのかげでは、1952年（昭和27年）には119か所で自噴していた源泉が、1963年（昭和38年）には11か所しか湧出しなくなっていた。源泉によっては湯の水位が4メートルから5メートルも低くなっていて、地下水や海水の流入のために、源泉の温度の低下を招いた。また、とくに海に近い源泉では泉質の食塩泉化が顕著に進行していた。
温泉地では対策として、1966年（昭和41年）に源泉を一元管理する浅虫温泉事業協同組合を組織、源泉の個人所有をやめた。温泉の総採取量は従来の半分を目標とし、毎分920リットルに制限された。すべての温泉利用者は、この協同組合に対して温泉使用料をおさめて湯の供給を受けることになった。この結果、10年で源泉の回復をみた。このように温泉地で源泉を集中管理する方式は日本で最初期の試みで、その成功例として知られるようになった。

#### 近況
もともと海岸に沿って温泉街が発展していたが、国道4号線をバイパス化するにあたり海側に道路を通したため、温泉街と海との間に距離ができた。温泉施設の中には、客室や大浴場から海を望むように高層化をはかったものもある。この結果、山側には昔ながらの温泉旅館が、海側には大規模なホテルが並ぶようになった。1986年（昭和61年）には海浜部に浅虫海づり公園を建設した。これは桟橋から陸奥湾の魚介類を釣るための場所で、初心者向けに生簀の釣り堀も備えたものである。開園初年度は3万人を超える利用客を集めた。
バブル景気の終焉以降、浅虫温泉の利用者は減少している。宿泊客数は1991年（平成3年）の29万5000人から、2016年（平成28年）には16万6000人へと縮小した。宿泊施設や飲食店の数は最盛期に比べて半分になり、2013年（平成25年）に浅虫小学校が、2015年（平成27年）には浅虫中学校が廃校になった。2017年には浅虫温泉の大手ホテルの運営会社が経営破綻した。
地元のみちのく銀行や旅館の経営者らは、温泉地の復興にむけて共同で取り組みを行っている。温泉地の再生への取り組みの一環として、青森県によるヒートポンプによる地下熱の利用の調査研究や、再生可能エネルギーとしての温泉熱を利用した地熱発電の検討を行っているものの、採算性などが課題となって実現には至っていない。

## 施設・催事

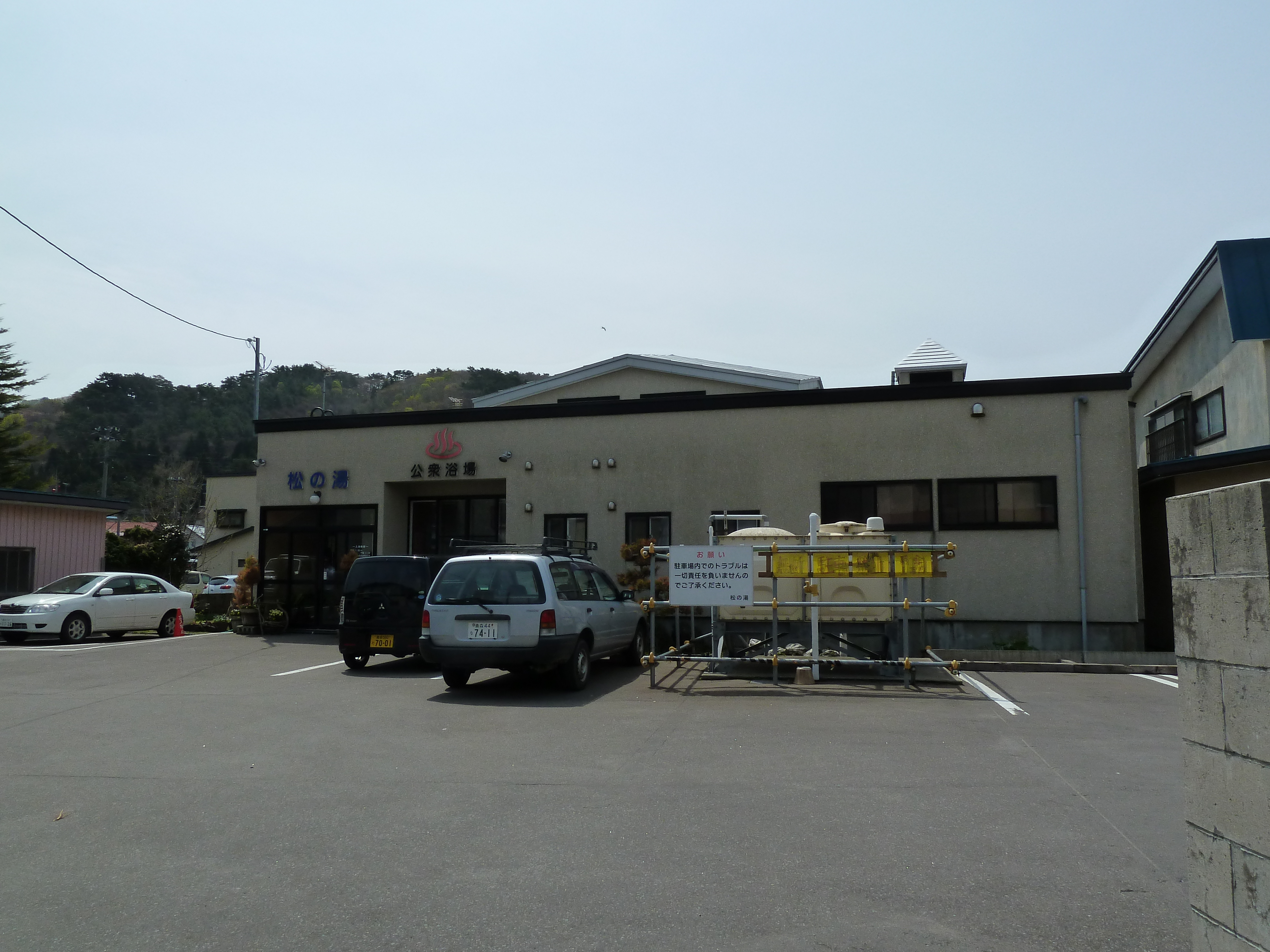
共同浴場「松の湯」

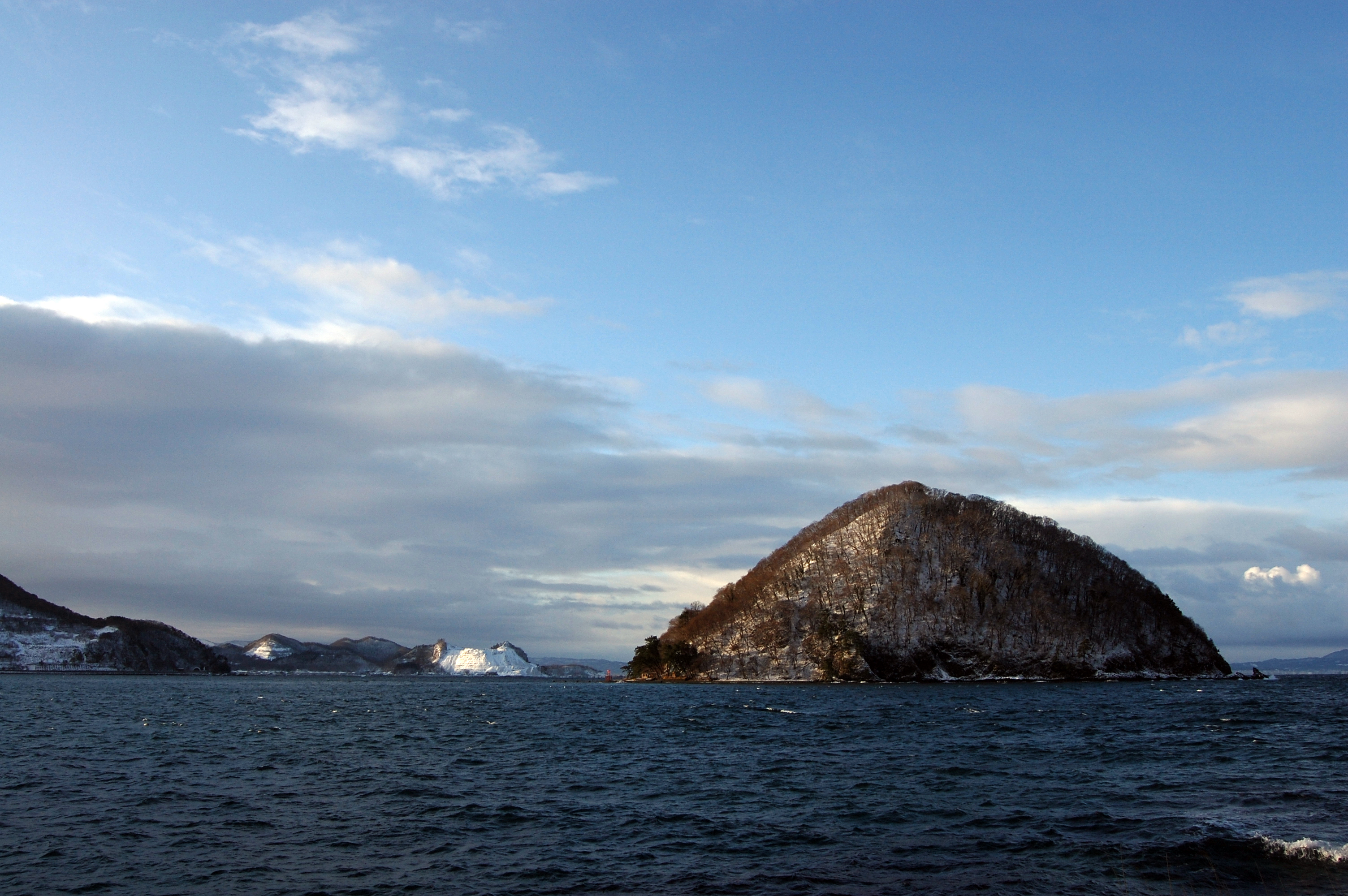
湯ノ島

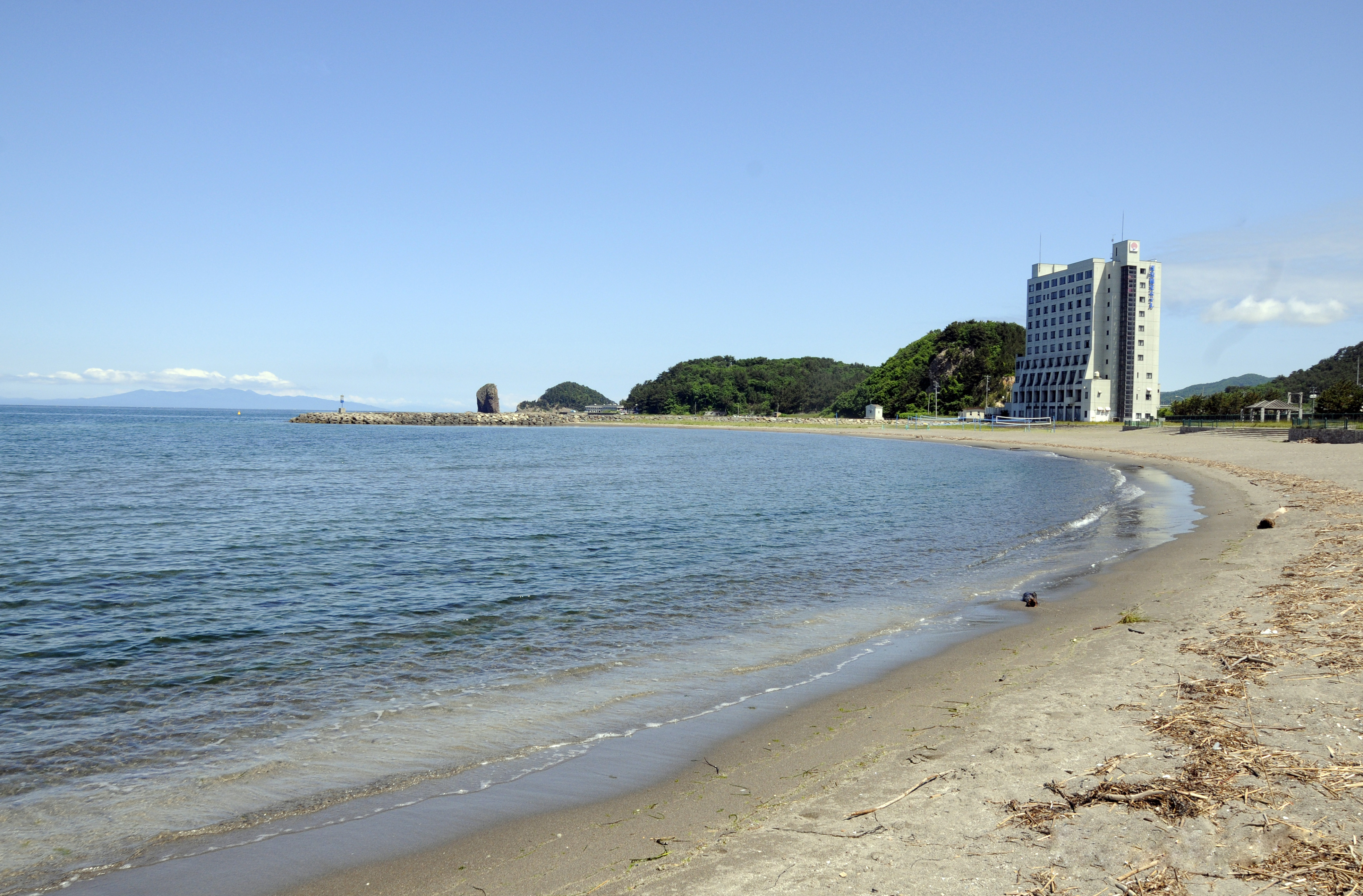
夏は海水浴が行われる海岸

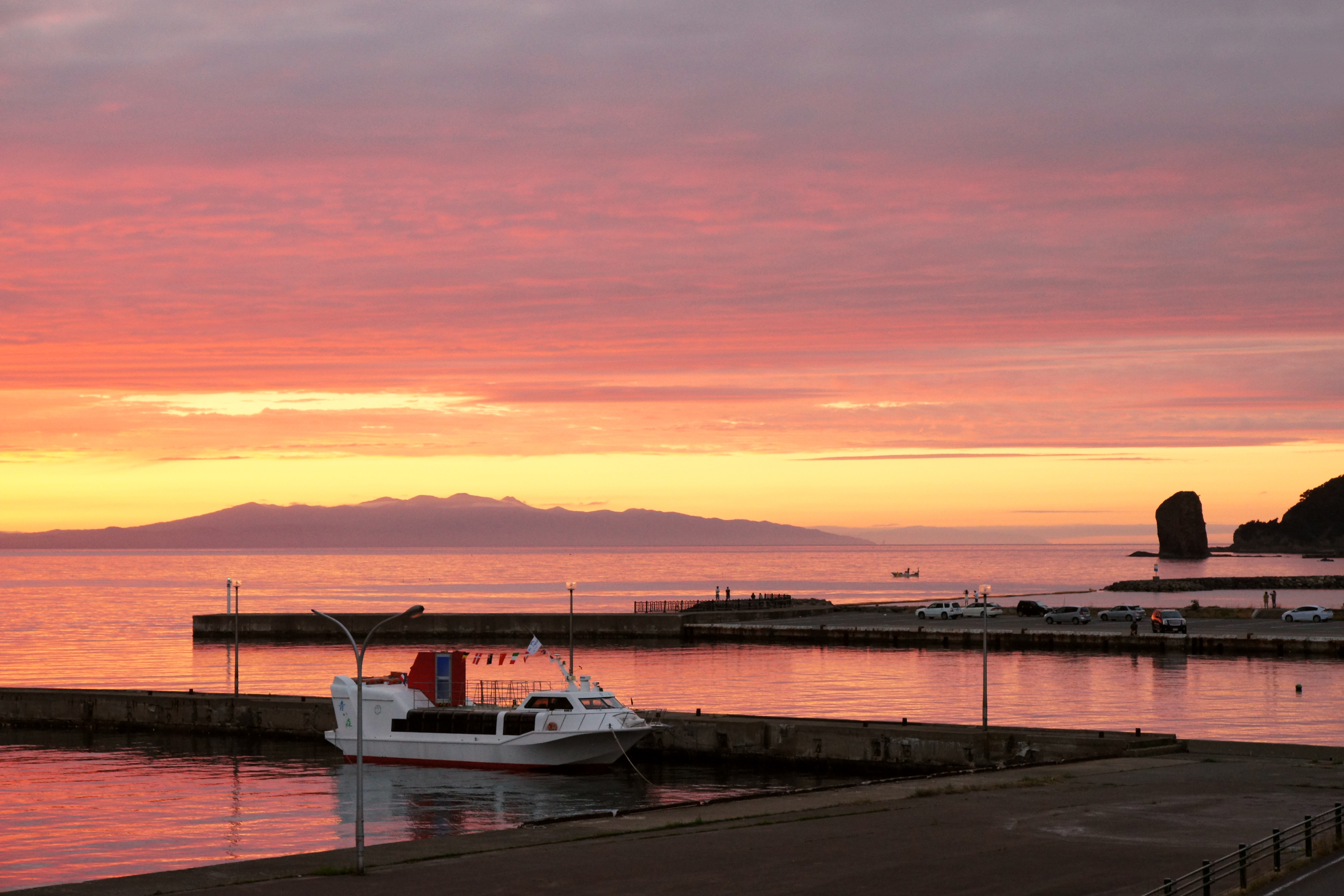
港の夕景。背後には裸島が見える。

### 温泉施設
- 「松の湯」
- 「ゆーさ浅虫」（道の駅浅虫温泉内） - かつて温泉街にあった共同浴場「はだか湯」の名称を引き継ぐ。

### 湯ノ島
湯ノ島は温泉地から約1キロメートル沖合いの無人島。島付近の海中から温泉が湧出していることからその名があるという。カタクリの群落があり、4月の『湯の島カタクリ祭り』では渡航もできる。島周辺の奇岩見物の観光船も運航される。

### 裸島
裸島は温泉地から約1.7キロメートル先の白根崎という岬の先端部にある無人島。もともとは岬の一部だったものが、波蝕により独立した岩の柱となって屹立している。白根崎流紋岩と呼ばれる中新世の特徴的な流紋岩から成るが、温泉化作用によって変色して黄色みを帯びる。浅虫温泉の海岸の景物として昔から知られる。江戸時代の史料では高さ25間（約45メートル）、「肌赤島」と称し、これは、鷲が赤子をさらってこの岩の上に止まったのを、母親が助けに行こうとして岩場を登り、指から出た血によって岩が染まったことに由来するという。岩場に植物がまったくないのもこれが原因だとするという伝承が紹介されている。裸島の目の前には旧東北大学臨海実験所（浅虫海洋生物学教育研究センター・旧浅虫水族館）がある。

### 観光施設・観光地
- 浅虫ヨットハーバー
- サンセットビーチあさむし（海水浴場）
  - 青森県営浅虫水族館 - 東北大学の臨海実験所の附属水族館を前身とする。
  - 浅虫海洋生物学教育研究センター（東北大学大学院生命科学研究科） - 前身は東北大学臨海実験所[59]。1924年（大正13年）創設の附属水族館は、日本で最も歴史の長い水族館だったが、県営浅虫水族館の開設により閉鎖となった[29]。
  - ワンダーランドASAMUSHI（2005年閉鎖）
- 夢宅寺 - 弘前藩藩主津軽信政が眼病治癒祈願をしたと伝わる寺院[15]。

### 陸奥湾展望台
温泉街の裏手の山には、森林浴に最適なハイキングコースがある。コース上には陸奥湾展望台がある。

### 祭事・行事
- 湯の島カタクリ祭り - 4月

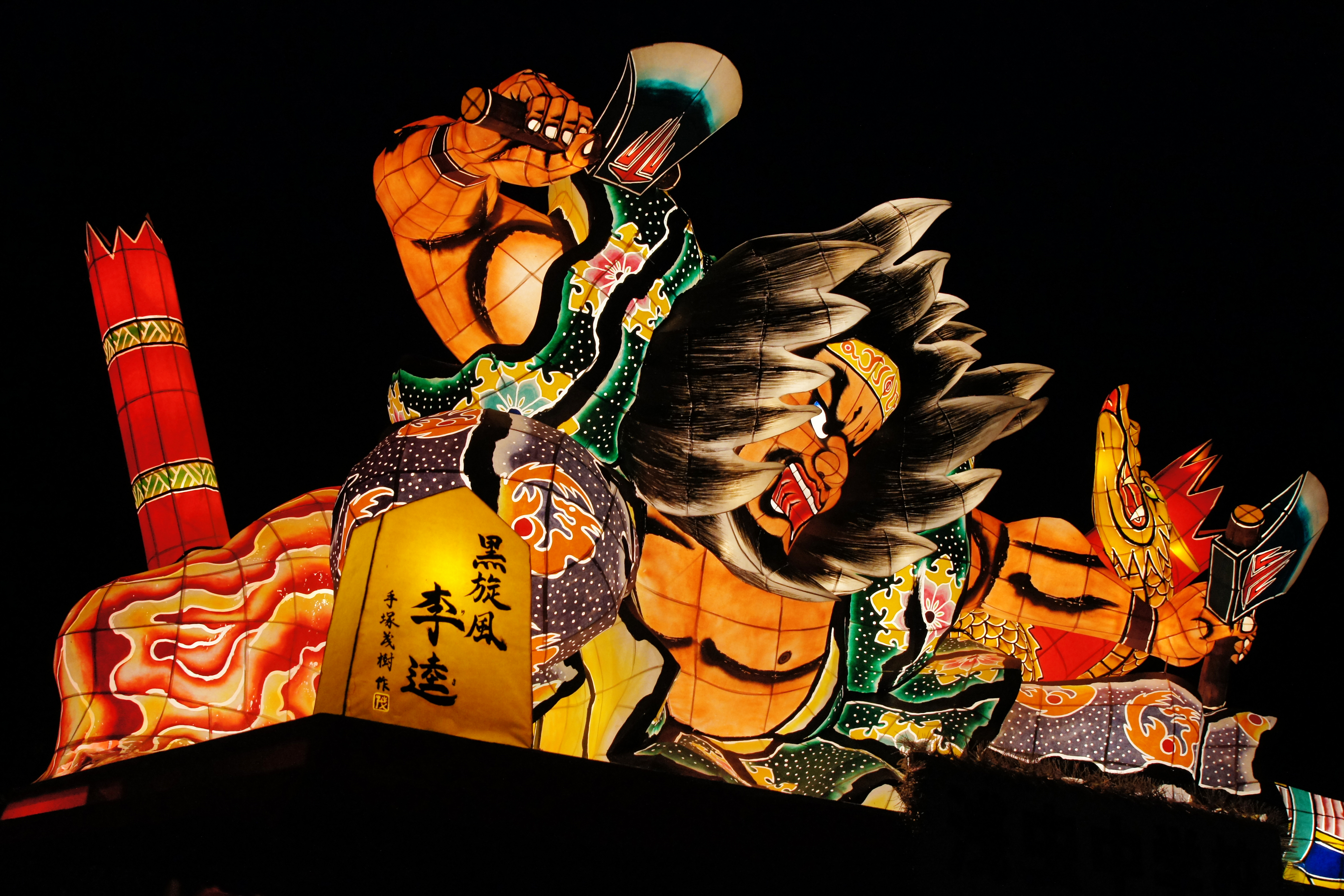
浅虫温泉ねぶた祭り

- 浅虫温泉ねぶた祭り - 7月中旬、8月14日
- 浅虫温泉花火大会 - 8月1日

### ギャラリー

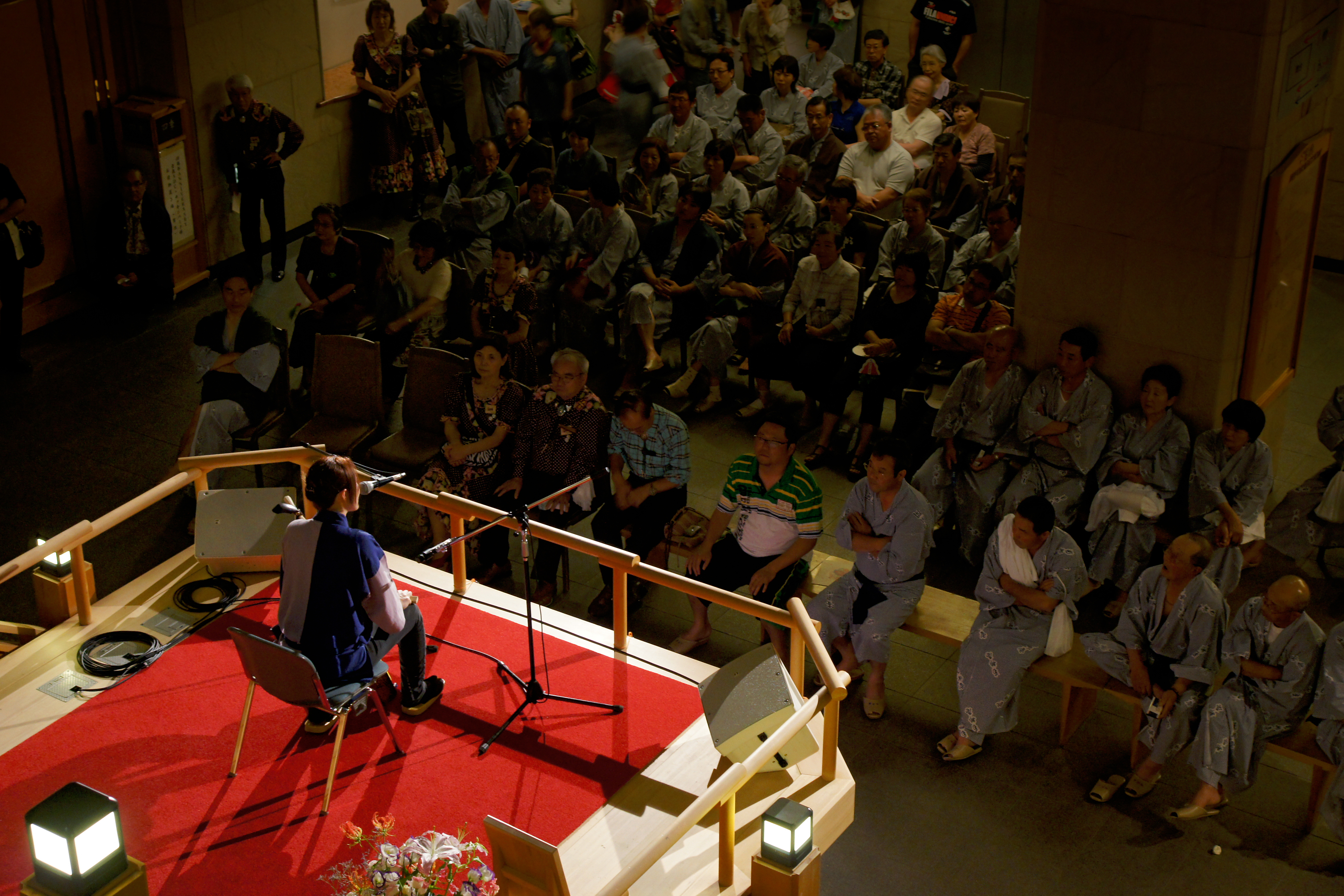
津軽三味線ライブ

## アクセス
- 鉄道 - 青い森鉄道線浅虫温泉駅すぐ。
- バス - 青森市営バス・下北交通で道の駅ゆ〜さ浅虫前下車すぐ。(下北交通の下車については、むつからの乗車のみ、バスの場合は青森駅から45分)
- 車 - 青森市街から国道4号で約30分。高速道路の場合は青森自動車道・青森東IC利用。